# Montceaux-lès-Vaudes
Montceaux-lès-Vaudes ist eine französische Gemeinde mit 246 Einwohnern (Stand: 1. Januar 2022) im Département Aube in der Region Grand Est (vor 2016 Champagne-Ardenne). Sie gehört zum Arrondissement Troyes und zum Kanton Les Riceys.

## Geographie
Montceaux-lès-Vaudes liegt etwa 14 Kilometer südsüdöstlich von Troyes. Umgeben wird Montceaux-lès-Vaudes von den Nachbargemeinden Vaudes im Norden und Nordosten, Rumilly-lès-Vaudes im Osten, Les Loges-Margueron im Süden und Südwesten sowie Cormost im Westen.

## Bevölkerungsentwicklung
| Jahr                       | 1962 | 1968 | 1975 | 1982 | 1990 | 1999 | 2006 | 2011 | 2019 |
| Einwohner                  | 173  | 202  | 179  | 232  | 223  | 217  | 241  | 264  | 264  |
| Quellen: Cassini und INSEE |      |      |      |      |      |      |      |      |      |

## Sehenswürdigkeiten
- Kirche Saint-Syre aus dem 19. Jahrhundert
- Schloss Montceaux, 1853/54 erbaut, heute medizinisches Fortbildungszentrum

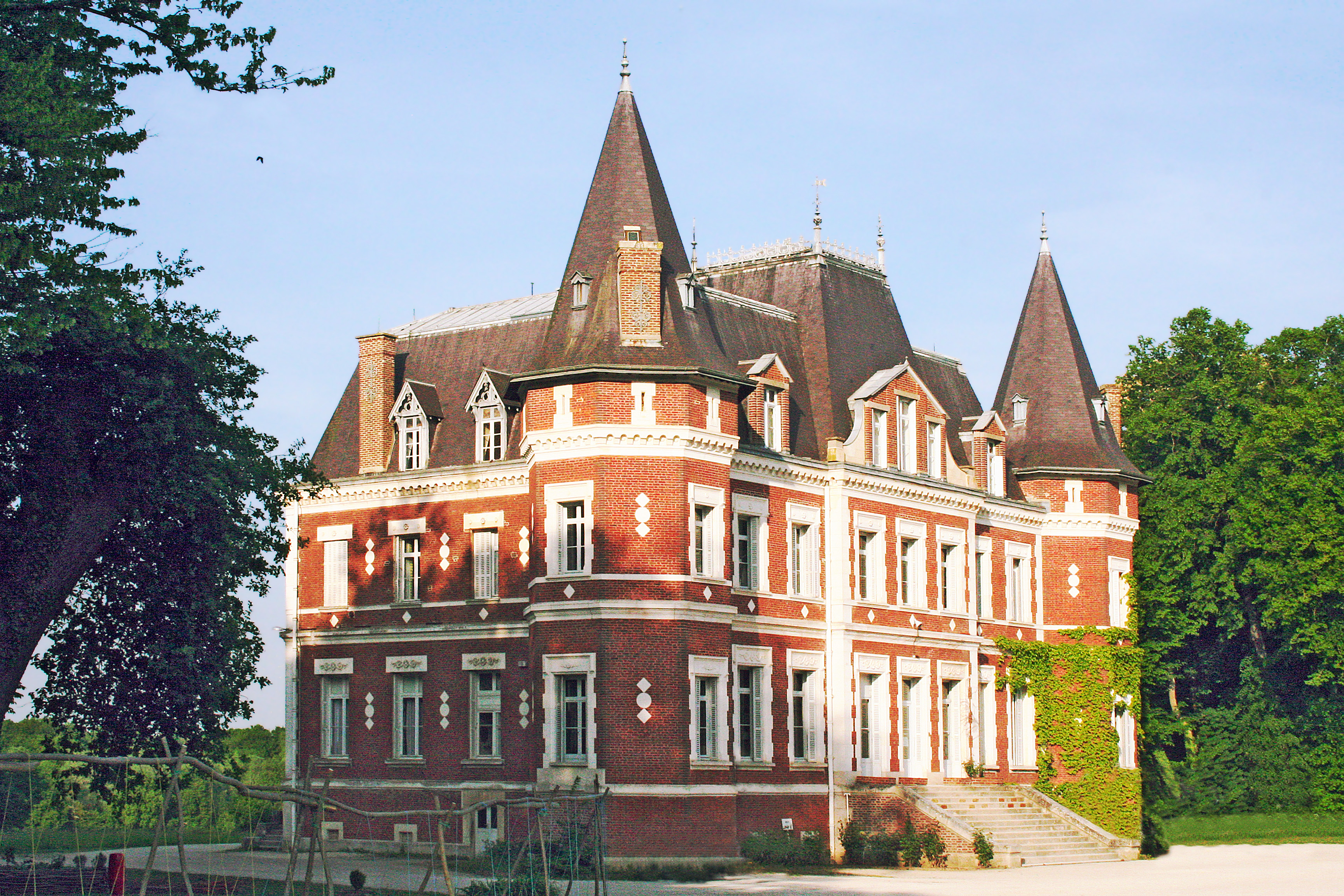
Schloss Montceaux